# Enclave

Esquema del concepto de enclave

En geografía política, un enclave es una porción relativamente menor del territorio de una circunscripción territorial que está completamente rodeado por el territorio de otra circunscripción. Los enclaves también pueden establecerse en áreas marítimas.
En forma más amplia el término enclave también puede utilizarse para un territorio habitado por un grupo étnico, político o religioso que está rodeado o enclavado dentro de otros grupos más extensos y de características diferentes a los primeros.

## Enclaves internacionales verdaderos
Dentro de los distintos tipos de enclaves existen aquellos en los que una porción relativamente menor de un territorio de un país está rodeada completamente por el territorio terrestre de otro país sin que medien costas marítimas o lacustres que vinculen al territorio enclavado con el sector principal del país al que pertenece. De acuerdo a las fronteras internacionalmente reconocidas, estos territorios son:
- Artsvashen de Armenia está enclavado en Azerbaiyán (ocupado por Azerbaiyán desde 1992)
- Baarle-Hertog de Bélgica es una colección de 22 enclaves dentro de los Países Bajos
- Baarle-Nassau de Países Bajos es una colección de 7 enclaves dentro de los enclaves de Baarle-Hertog de Bélgica
- Barjudarli de Azerbaiyán está enclavado en Armenia (ocupado por Armenia desde 1992)
- Boliviamar de Bolivia, es un enclave que el Perú le comodató desde 1992
- Brezovica Žumberačka de Croacia está enclavado en Eslovenia
- Büsingen am Hochrhein de Alemania está enclavado en Suiza
- Central eléctrica de Dekelia (sector norte) de Chipre está enclavado en el territorio de ultramar de Akrotiri y Dekelia del Reino Unido
- Chon-Kara (o Qalacha) de Uzbekistán está enclavado en Kirguistán
- Dahagram-Angarpota de Bangladés está enclavado en India
- Cabinda, un territorio que pertenece a Angola rodeado por la República Democrática del Congo y la República del Congo
- Jani-Ayil (o Dzhangail) de Uzbekistán está enclavado en Kirguistán
- Irlanda del Norte es un país constituyente perteneciente al Reino Unido, enclavado al noreste de Irlanda
- Jungholz es una ciudad perteneciente a Austria, enclavada al suroeste de Alemania
- Llivia de España está enclavado en Francia
- Lolazor (o Kayragach) de Tayikistán está enclavado en Kirguistán
- Madha de Omán está enclavado en Emiratos Árabes Unidos
- Međurečje de Bosnia y Herzegovina está enclavado en Serbia (desde 1992 Serbia administra el enclave)
- Monte Scopus de Israel está enclavado en el Estado de Palestina (el área que lo separa del resto de Israel fue ocupada por este país a Jordania en 1967 y anexada en 1980)
- Münsterbildchen de Alemania está enclavado en Bélgica
- Mützenich de Alemania está enclavado en Bélgica
- Nahwa de Emiratos Árabes Unidos está enclavado dentro del enclave de Madha de Omán
- Oecussi-Ambeno, un fragmento de Timor Oriental, dentro de la parte indonesia de la isla de Timor
- Ormideia de Chipre está enclavado en el territorio de ultramar de Akrotiri y Dekelia del Reino Unido
- Roetgener Wald de Alemania está enclavado en Bélgica
- Rückschlag de Alemania está enclavado en Bélgica
- Ruitzhof de Alemania está enclavado en Bélgica
- Sankovo-Medvezhye de Rusia está enclavado en Bielorrusia
- Sarvan de Tayikistán está enclavado en Uzbekistán
- Shohimardon de Uzbekistán está enclavado en Kirguistán
- Sokh de Uzbekistán está enclavado en Kirguistán
- Tumba de Solimán Schah de Turquía está enclavado en Siria (en 2015 Turquía evacuó el enclave y lo trasladó cerca de su frontera en forma transitoria y unilateral)
- Voruj de Tayikistán está enclavado en Kirguistán
- Vossenberg de Países Bajos está enclavado en Bélgica
- Xylotymbu de Chipre está enclavado en el territorio de ultramar de Akrotiri y Dekelia del Reino Unido
- Yaradullu de Azerbaiyán son dos pequeños territorios enclavados en Armenia (desde 1992 el área que los separa del resto de Azerbaiyán fue ocupada por este país)
- Yujari Askipara de Azerbaiyán está enclavado en Armenia (ocupado por Armenia desde 1992)

Casos en los que el territorio enclavado se comunica por vía acuática con el resto de su país:
- Campione d'Italia de Italia está enclavado en Suiza con costa sobre el lago de Lugano
- Point Roberts, área no incorporada de los Estados Unidos al suroeste de Canadá

## Países enclavados

Lesoto (en rojo) está totalmente rodeado por Sudáfrica

Ciertos países soberanos son llamados enclavados cuando están completamente rodeados por otro. Existen tres países de este género:
- San Marino, enclavado en Italia.
- Ciudad del Vaticano, rodeada por la ciudad de Roma, Italia.
- Lesoto, enclavado en Sudáfrica; aunque en el pasado limitó también con la República de Transkei (1976-1994); no obstante, esta república no fue reconocida por ningún Estado.

En el pasado existían muchos países de este tipo en Europa; por ejemplo, el principado de Salm.

### Economías, políticas y dependencia
Los países enclavados comúnmente dependen en gran medida de las posiciones del país que los está enclavando. En el caso de la Ciudad del Vaticano, la forma en que se maneja la sociedad y sus monedas depende en gran medida de Italia. En su mayor parte los enclaves fueron eliminados simplemente por la dificultad de mantenerlos.

## Países costeros

Gambia (en rojo) está casi totalmente rodeada por Senegal, a excepción de una franja litoral.

Ciertos países están completamente rodeados por otro, a excepción de una pequeña sección costera que les permite tener acceso a aguas internacionales. Este acceso se parece por otra parte más a un corredor:
- El más típico de los países de esta clase es Gambia, a la cual solo una franja litoral de 50 km le permite no estar totalmente enclavada en Senegal
- El sultanato de Brunéi, dentro de Malasia
- El principado de Mónaco, al sur de Francia

## Enclaves internacionales

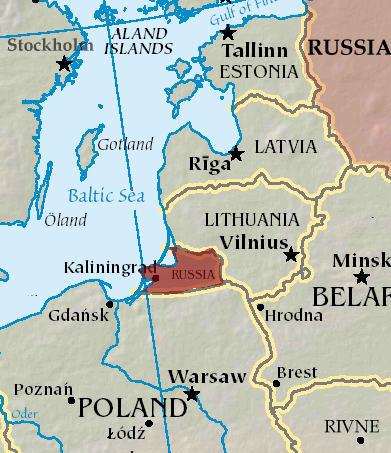
El territorio ruso de Kaliningrado es un fragmento limítrofe con Polonia y Lituania.

Entre los enclaves internacionales más conocidos se pueden citar los siguientes:
- Las ciudades españolas de Ceuta y Melilla, y el Peñón de Vélez de la Gomera, ubicados en la zona costera de Marruecos, África.
- Gibraltar, territorio británico de ultramar en la costa meridional de España.
- El territorio ruso del óblast de Kaliningrado, entre Polonia y Lituania, que, entre 1922 y 1945, era la región alemana de Prusia Oriental, un exclave alemán.
- El territorio de Najichevan, tomado por Azerbaiyán y rodeado por Armenia, Turquía e Irán.
- El enclave turco-chipriota de Kokkina, en Chipre.
- El distrito greco-chipriota de Famagusta, que de facto se encuentra aislado del resto de la República de Chipre al estar rodeado por Chipre del Norte y Akrotiri y Dekelia.
- La Base Soberana del Reino Unido de Akrotiri y Dekelia en la costa sur y este de Chipre y Chipre del Norte.
- La Base Naval de la Bahía de Guantánamo de los Estados Unidos en la bahía de Guantánamo en Cuba.
- El departamento de ultramar de la Guayana Francesa, perteneciente a Francia, frontera entre Brasil y Surinam.
- La Región Continental de Guinea Ecuatorial, rodeado casi en su totalidad por Camerún y Gabón.

Numerosos países poseen de hecho fragmentos sueltos que no pueden ser alcanzados a pie sin pisar otro país. Alaska, separada de los Estados Unidos de América, es un ejemplo extremo pero, por lo menos hay otros dos fragmentos de EE. UU. a los que no se puede llegar hasta ellos a pie sin penetrar en Canadá: Point Roberts en el noroeste del estado de Washington y Northwest Angle en Minnesota. La costa meridional de Croacia está separada del país por el pequeño corredor de Neum, que pertenece a Bosnia-Herzegovina.

### Enclaves funcionales (periclaves)
Los enclaves funcionales o periclaves son aquellos territorios en los que, si bien existe una unión física que impide técnicamente la categorización de enclave o fragmento, dicha unión es imposible en razón de particularidades geográficas, por lo que, desde el punto de vista funcional, estos son enclaves de hecho al no poder ser alcanzados de manera terrestre sin pisar otro país.
- Un ejemplo de este tipo es el sector continental sudamericano de la Región de Magallanes y de la Antártica Chilena, la cual si bien una angosta franja (de menos de 10 km de ancho) la une con el resto del territorio chileno, no puede conectarse por vía terrestre por allí al ser dicho sector parte del enorme campo de hielo Patagónico Sur —desde el límite internacional hasta el mar—, por lo que la comunicación se realiza por medio de carreteras de otro país, en este caso circulando por la Patagonia argentina.

### Exclaves
El término exclave no se debe confundir con el término enclave, aunque algunos exclaves son también enclaves, y viceversa. Un exclave es una parte de una entidad administrativa que se encuentra físicamente separada de otra mayor a la que pertenece, independientemente de si se halla o no completamente rodeada por otra entidad. Como el territorio azerbayano que es la República Autónoma de Najicheván, que es un ejemplo de un exclave que no es enclave, ya que limita con Armenia, Turquía e Irán; o Palestina que es un caso particular, pues por su contexto histórico está formado prácticamente por dos exclaves, la Franja de Gaza y Cisjordania, separados por Israel.
Por otro lado hay muchos enclaves que no son exclaves; es el caso de cualquier entidad administrativa independiente rodeada completamente del territorio de otra unidad administrativa. A nivel de países, San Marino y el Vaticano son dos ejemplos de enclaves que no son exclaves, dado que estos dos países están rodeados de territorio italiano.

## Antiguos enclaves
En el pasado existieron los siguientes enclaves:
- Canal de Panamá, perteneció a los Estados Unidos hasta la devolución a Panamá en 1999.
- Hong Kong, una región administrativa especial de China, perteneció al Reino Unido como un territorio de ultramar en Asia y que fue devuelto en 1997.
- Macao, también una región administrativa especial de China, perteneció a Portugal como una provincia de ultramar en Asia y que fue devuelto en 1999.
- Sáhara Occidental, una región del norte de África que perteneció como provincia ultramarítima a España desde 1884 hasta la firma del Acuerdo Tripartito de Madrid en 1975 con Marruecos y Mauritania. Con esta antigua provincia, España tenía frontera aparte de Marruecos y Mauritania, también una parte al noreste con Argelia. Tras su retirada del territorio el 26 de febrero de 1976, actualmente la ONU sigue considerando a España como la potencia colonizadora y soberana sobre el territorio.

## Fragmentos insulares

El archipiélago francés de San Pedro y Miquelón, está totalmente rodeada por las aguas territoriales de Canadá, al suroeste costero de la isla de Terranova.

Algunos geógrafos consideran también a ciertas islas o áreas insulares como enclaves que pertenecen a ciertos países, aunque estén rodeadas por las aguas marítimas territoriales de otros por lo menos debido a las cercanías costeras:
- Las áreas insulares españolas como la isla de Perejil, islas Alhucemas e islas Chafarinas, rodeadas por las aguas territoriales al norte de Marruecos.
- La comunidad autónoma española de las Islas Canarias, cuyas aguas territoriales limitan al oeste con las de Marruecos.
- El archipiélago portugués de Madeira, cuyas aguas territoriales limitan al oeste del Norte de África.
- La colectividad francesa de las islas de San Pedro y Miquelón, rodeada por las aguas territoriales de Canadá, situado al sureste de la isla de Terranova.
- La isla francesa de Mayotte, rodeada por las aguas territoriales cerca de Comoras.
- Las islas francesas de la Reunión y Tromelin, cuyas aguas territoriales limitan al este de Madagascar y al este de Mauricio en el primero.
- Las islas francesas de Bassas da India, isla Europa, islas Gloriosas y Juan de Nova, cuyas aguas territoriales limitan alrededor de Madagascar y Mozambique en el canal de Mozambique.
- Las islas francesas de Guadalupe y San Bartolomé, cuyas aguas territoriales limitan entre Antigua y Barbuda y Dominica en las Antillas Menores.
- Las isla francesa de Martinica, cuyas aguas territoriales limitan entre Santa Lucía y Dominica en las Antillas Menores.
- La isla binacional de San Martín, como la parte francesa de San Martín y la parte neerlandesa de Sint Maarten, cuyas aguas territoriales limitan al norte de las Antillas Menores y de Puerto Rico.
- Las Islas Vírgenes Británicas y las Islas Vírgenes de los Estados Unidos, rodeadas por las aguas territoriales al este de Puerto Rico.
- Las islas británicas de las Bermudas, rodeadas por las aguas territoriales al este de los Estados Unidos.
- Las islas británicas del Canal, rodeadas por las aguas territoriales cerca del noroeste de Francia.
- Las islas británicas de Anguila y Montserrat, cuyas aguas territoriales limitan al norte de las Antillas Menores y de Puerto Rico.
- Las Islas Malvinas, Georgias del Sur y Sandwich del Sur, del Reino Unido, rodeadas por las aguas territoriales al sureste de Argentina dentro de la provincia de Tierra del Fuego, Antártida e Islas del Atlántico Sur.
- La isla y colectividad francesa de Córcega, rodeado por las aguas territoriales de Italia.
- Los países autónomos insulares neerlandesas de Aruba, Bonaire y Curazao, rodeados por las aguas territoriales al norte de Venezuela.
- La isla ecuatoguineana de Bioko, rodeado por las aguas territoriales al oeste de Camerún.
- El archipiélago argentino de Apipé, rodeado por las aguas territoriales de Paraguay.
- La isla argentina de Martín García, rodeada por el sector de lecho y subsuelo del Río de la Plata perteneciente a Uruguay, pero en aguas compartidas.
- La isla uruguaya de Filomena, rodeadas por las aguas territoriales de Argentina en el río Uruguay.
- La isla yemení de Socotra, rodeado por las aguas territoriales de Somalia.
- Las islas japonesas de Ryukyu, cuyas aguas territoriales limitan entre el mar de China Oriental y mar de Filipinas.
- Las islas filipinas de Tawi-Tawi, rodeado por las aguas territoriales al noreste de Malasia.
- La isla puertorriqueña de la Mona, rodeadas por las aguas territoriales al este de la República Dominicana.
- Las islas italianas de Pelagias y Pantelaria, rodeadas por las aguas territoriales al norte de Túnez.
- Desde el 19 de noviembre de 2012, por fallo de la Corte Internacional de Justicia, el banco coralino Quitasueño y el cayo Serrana, de jurisdicción colombiana, pasan a ser enclaves, rodeadas por aguas territoriales de Nicaragua. Aunque el Gobierno Colombiano no ha aplicado el fallo de la CIJ.[cita requerida]
- La Laguna de Harbor Head, que pertenece a Nicaragua pero se encuentra rodeada por territorio costarricense.[4][5]

## Enclaves subnacionales
En España:
- El Rincón de Ademuz, enclave ubicado entre Castilla-La Mancha y Aragón, una comarca dependiente de la jurisdicción de la Comunidad Valenciana formada por siete municipios.
- La villa navarra de Petilla de Aragón en Aragón.
- El municipio cántabro de Valle de Villaverde en Vizcaya.
- El Rincón de Anchuras en Ciudad Real rodeado de las provincias de Toledo y Badajoz.
- El enclave de Treviño, enclave de la provincia de Burgos, rodeado por el territorio histórico de Álava. Pertenece a la comarca del Ebro y forma parte del partido judicial de Miranda de Ebro. Está constituido por dos municipios: Condado de Treviño y La Puebla de Arganzón.
- El municipio vizcaíno de Orduña entre Álava y la provincia de Burgos.
- La madrileña Dehesa de la Cepeda, situada entre las provincias de Ávila y de Segovia.
- La localidad del Villar (Córdoba) en la provincia de Sevilla.
- La Dehesa de San Llorente es un enclave vallisoletano en la provincia de León.
- El Enclave de Roales y Quintanilla está formado por dos localidades vallisoletanas entre las provincias de Zamora y León.
- El municipio palentino de Berzosilla, situado entre las provincias de Cantabria y de Burgos.
- El municipio palentino de Villodrigo en la provincia de Burgos.
- Los lugares palentinos de Lastrilla y Cezura, en Cantabria.
- Sajuela y El Ternero, pedanías de Miranda de Ebro (Burgos) enclavadas en la provincia de La Rioja.
- Los Barrancos, 1,22 km² deshabitados pertenecientes al municipio de Torrejón del Rey (Guadalajara) enclavados en la provincia de Madrid.
- Valielles de Busa, enclave del municipio de Montmajor, provincia de Barcelona, en el de Guixers, provincia de Lérida.
- Malagarriga, enclave del municipio de Pinós (Lérida) enclavado en la provincia de Barcelona entre los municipios de Cardona y Navás.
- La Rovira de Baix (3,23 km²) del municipio de Las Llosas (Gerona), enclavados en el municipio de Borredá (Barcelona).
- La Rebolleda, localidad del municipio de Rebolledo de la Torre (Burgos), enclavada en el municipio de Aguilar de Campoo (Palencia).

En Rusia:
- La República de Adigueya, rodeado completamente por el Krai de Krasnodar.

En México:
- El municipio de Hualahuises, enclavado en el municipio de Linares, en el estado de Nuevo León.
- El municipio de Chahuites, rodeado en su totalidad por el municipio de San Pedro Tapanatepec.

En Colombia:
- El corregimiento de El Pozón del municipio de Hatillo de Loba (departamento de Bolívar), enclavado entre los municipios de Margarita, Pinillos y San Fernando.
- El corregimiento de Otaré del municipio de Ocaña (departamento de Norte de Santander), enclavado entre el municipio de El Carmen y el departamento del Cesar (municipios de Aguachica, González y Río de Oro).
- El corregimiento de San Juan de la  Costa-Pueblo Nuevo del municipio de Tumaco (departamento de Nariño), enclavado entre el Océano Pacífico y los municipios de Francisco Pizarro y Mosquera.
- La zona Ubalá B (corregimientos de Mambita, San Pedro de Jagua y Soya) del municipio de Ubalá (departamento de Cundinamarca), enclavada entre los municipios de Gachalá, Medina, Paratebueno y el departamento de Boyacá (municipio de Santa María).
- La localidad de La Candelaria del Distrito Capital, enclavada en la localidad de Santa Fe.
- La comuna de Perla del Otún de la ciudad de Pereira, Risaralda, enclavada en la comuna de El Oso.

En Argentina:
- El partido de San Fernando (Provincia de Buenos Aires) tiene territorio insular enclavado entre los partidos de Tigre y Campana y la frontera con Uruguay, desconectado por 7 km de la parte urbana del mismo por territorio de Tigre.

En Filipinas:
- La zona sur de la ciudad de Caloocan, rodeado por la ciudad de Valenzuela y frontera con la ciudad de Quezón en el Metro Manila.

### Regiones administrativas especiales
En China:
- Hong Kong
- Macao

### Territorios
En India:
- Damán, rodeado por el distrito de Valsad (en el estado de Guyarat).
- Diu, isla enclavado al sur del estado de Guyarat.

### Inmuebles estatales
En Bolivia, departamento de Chuquisaca:
- El Aeropuerto Internacional de Alcantarí, que sirve y pertenece a la ciudad de Sucre de la provincia de Oropeza, se encuentra enclavado en la provincia de Yamparáez cerca del municipio homónimo.

## Enclave lingüístico
Al igual que los enclaves geopolíticos, los enclaves lingüísticos también son términos geográficos, que además pueden coincidir con los primeros (sobre todo cuando se trata de enclaves internacionales).